# Burradon (Northumberland)
Burradon – wieś w Anglii, w hrabstwie Northumberland. Leży 50 km na północny zachód od miasta Newcastle upon Tyne i 445 km na północ od Londynu.